# Rozgrywka (film)
Rozgrywka (ang. The Score) – amerykańsko-niemiecki kryminał z 2001 roku w reżyserii Franka Oza.

## Główne role
- Robert De Niro - Nick Wells
- Edward Norton - Jack Teller
- Marlon Brando - Max
- Angela Bassett - Diane
- Gary Farmer - Burt
- Paul Soles - Danny
- Jamie Harrold - Steven
- Serge Houde - Laurent
- Jean-René Ouellet - André
- Martin Drainville - Jean-Claude
- Claude Despins - Albert
- Richard Waugh - Sapperstein

## Fabuła
Nick Wells jest zawodowym włamywaczem. Prowadzi klub w Montrealu, w Kanadzie i jest związany z Diane. Coraz częściej myśli o stabilizacji i przejściu na jasną stronę życia. Ale jego przyjaciel i wspólnik, paser Max prosi go o wykonanie ostatniej roboty. Celem ma być berło, które znajduje się w urzędzie celnym w Montrealu. Do pomocy Max daje mu Jacka Tellera. Ten udając upośledzonego umysłowo, pracuje w urzędzie jako sprzątacz. Problem jest tylko jeden - panowie nie ufają sobie.